# Крстур (Румунија)
Крстур (рум. Cherestur) насеље је у Румунији у округу Тимиш у општини Стара Беба. Oпштина се налази на надморској висини од 79 m.

## Прошлост
По "Румунској енциклопедији" место се први пут помиње 1274. године. Ту се од 1773. године колонизују Мађари. По успостављању државне границе између Југославије и Румуније у периоду 1919-1924. године Крстур је припадао југословенској краљевини.
Аустријски царски ревизор Ерлер је 1774. године констатовао да се Крстур налази у Тамишком округу, Чанадског дистрикта. Становништво је претежно влашко. Када је 1797. године пописиван православни клир у "Керестуру" је био само један свештеник. Парох, поп Гаврил Блажић, рукоположен 1757. године говорио је искључиво српским језиком.

## Становништво
Према подацима из 2013. године у насељу је живело 503 становника.

### Попис2002.
| Расподела становништва по националности 2002.‍ | Расподела становништва по националности 2002.‍ | Расподела становништва по националности 2002.‍ | Расподела становништва по националности 2002.‍ | Расподела становништва по националности 2002.‍ |
| --------------------------------------------- | --------------------------------------------- | --------------------------------------------- | --------------------------------------------- | --------------------------------------------- |
|                                               |                                               |                                               |                                               |                                               |
| Румуни                                        | Румуни                                        |                                               | 83                                            | 17,6%                                         |
| Мађари                                        | Мађари                                        |                                               | 377                                           | 80,0%                                         |
| Роми                                          | Роми                                          |                                               | 11                                            | 2,3%                                          |